# Musée d'histoire naturelle de Shanghaï
Le musée d'histoire naturelle de Shanghaï (chinois : 上海自然博物馆 ; pinyin : Shànghǎi Zìrán Bówùguǎn ; shanghaïen : Zånhae Zyzoe Pohvehguoe) est un des plus grands musées de sciences naturelles de Chine. Anciennement installé dans le Shanghai Cotton Exchange Building, il a été déplacé en 2015 dans un bâtiment moderne entouré Parc de sculptures de Jing'an, près de la place du Peuple de Shanghaï.   

## Emplacement et architecture

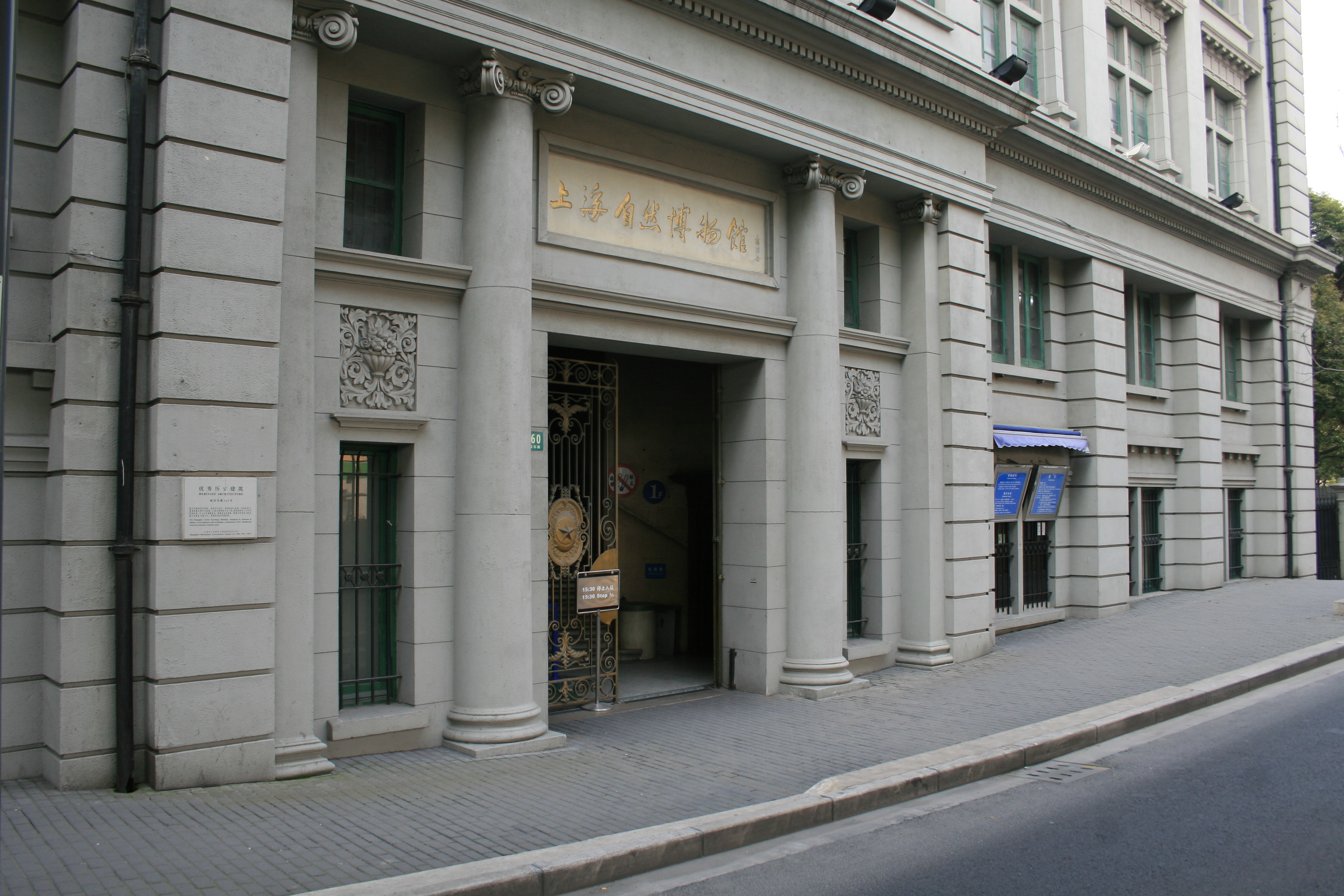
Entrée du Shanghai Cotton Exchange Building, l'ancien site du musée

Le musée avait été créé en 1956 dans le Shanghai Cotton Exchange Building, une structure britannique classique construite en 1923, au 260 East Yan'an Road dans le district de Huangpu. Plus de 90% des collections de la ville ne pouvaient y être exposées faute de place. 
Le nouveau bâtiment situé au nord-est du district de Jing'an occupe plus de 44 000 m2 et comporte six niveaux. Il a été construit par le cabinet d’architecture et de design Perkins+Will. Les formes architecturales de l'édifice imitent la nature. L'un des murs du bâtiment est végétalisé, un autre évoque l’érosion minérale, les canyons et les plaques tectoniques ; une structure enroulée rappelle la forme d'une coquille de nautilus.   

## Collections et expositions
Le musée possède une collection de 290 000 pièces, dont plus de 62 000 spécimens d'animaux, 135 000 spécimens de plantes, 1 700 spécimens de minéraux. Il expose des spécimens rares qui ne peuvent être trouvés ailleurs, comme un mammouth du Fleuve Jaune, un panda géant, une salamandre géante et un alligator du Yangtsé . 
Le squelette d'un dinosaure vieux de 140 millions d'années, Mamenchisaurus hochuanensis de la province du Sichuan, haut de quatre étages, constitue une des pièces maîtresses du musée. 
Le musée retrace sur le mode de la vulgarisation scientifique l'origine de l'univers, ainsi que les débuts de la vie à travers une frise animée de la Préhistoire, du Cénozoïque au Précambrien. Les collections de fossiles et les images sur écran permettent de suivre l'évolution des espèces. Un niveau de l'édifice ("Sentiers du futur") rend compte de l'augmentation de la population humaine, des effets de l'anthropocène et de l'extinction des espèces.

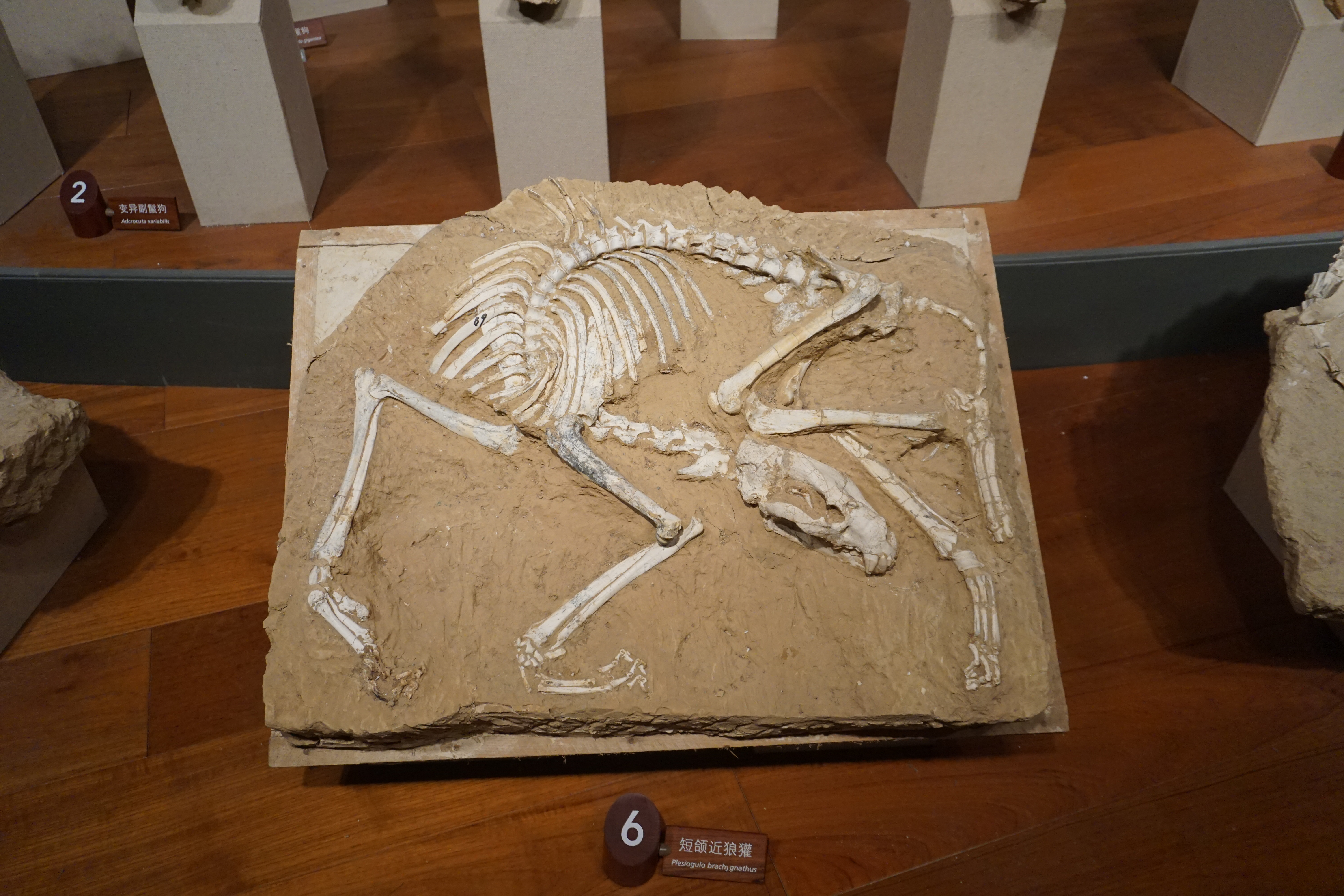
Fossile de Plesiogulo brachygnathus (it), un mammifère de la famille des Mustélidés qui a vécu il y a environ 10 millions d'années
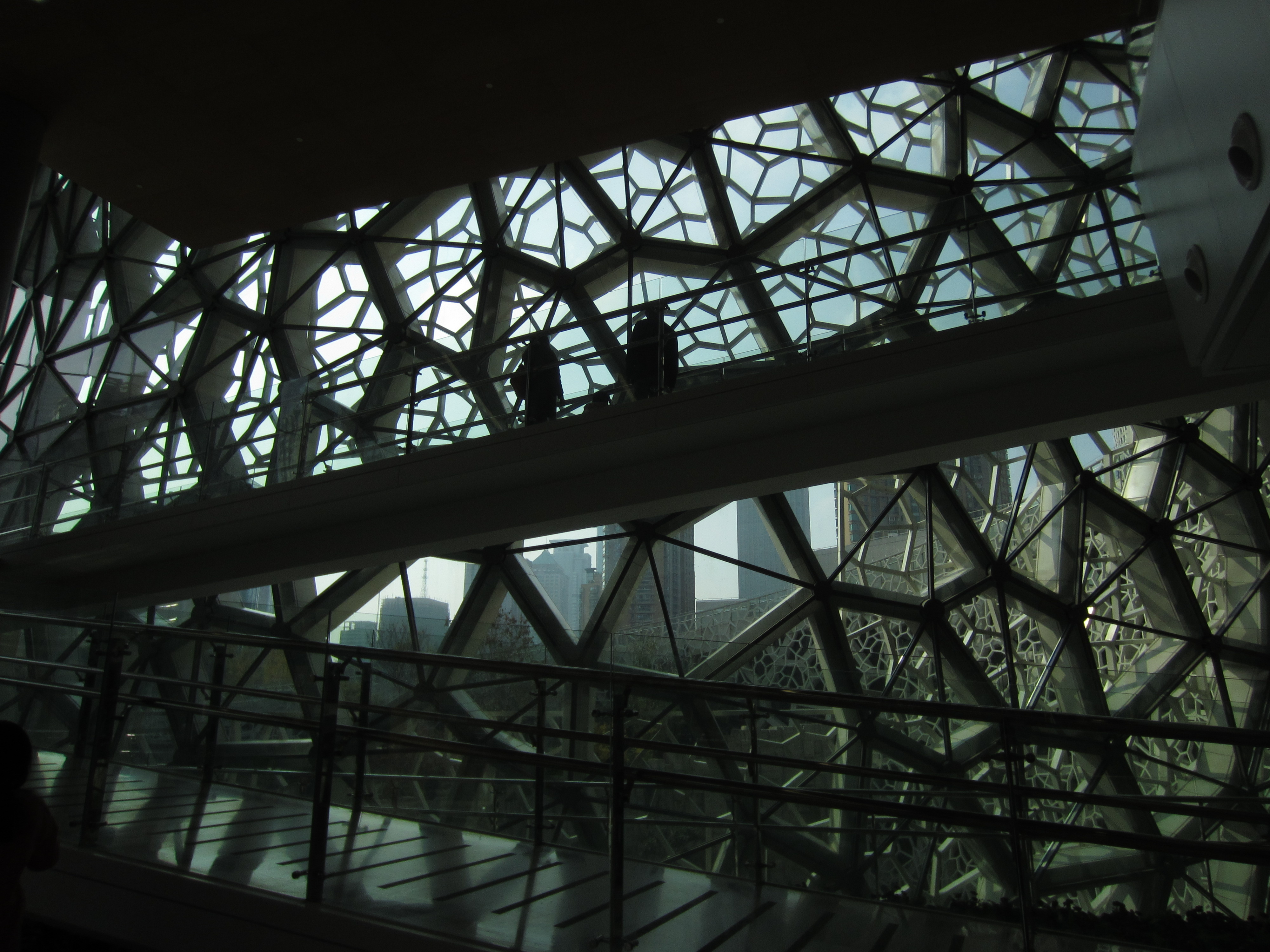
Une architecture moderne